# Vladan Đogatović
Vladan Đogatović (Serbian Cyrillic: Владан Ђогатовић; sinh 3 tháng 11 năm 1984 ở Ivanjica) là một thủ môn bóng đá Serbia. Hiện tại anh thi đấu cho câu lạc bộ Serbian SuperLiga Javor Ivanjica.

## Sự nghiệp ban đầu
Vladan Đogatović sinh ra ở Ivanjica, bắt đầu sự nghiệp ở quê nhà Serbia thi đấu cho FK Javor Ivanjica. Trước đó anh thi đấu cùng với FK Javor Ivanjica, FK Mladost Lucani, FK Sloga Kraljevo  và FK Radnicki Kragujevac 2011 anh chuyển đến Novi Pazar và thi đấu ở Serbian SuperLiga.